# Gloria Estefan

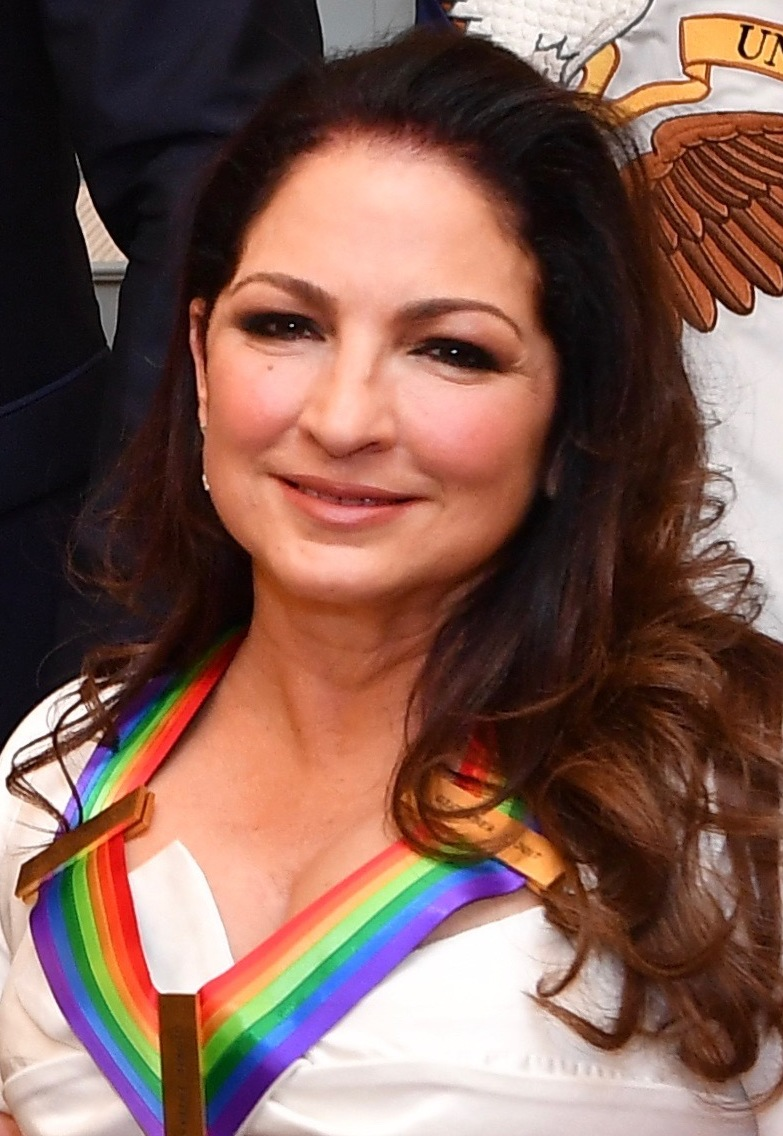
Gloria Estefan vào năm 2017

Gloria Estefan (sinh ngày 1 tháng 9 năm 1957) là ca sĩ có 2 quốc tịch Cuba và Hoa Kỳ. Tên thật của bà là Gloria Maria Fajardo. Bà là người chiến thắng Giải Grammy. Được xem là người biểu diễn thành công nhất trong âm nhạc Latin, ca sĩ tài năng này được lọt vào danh sách 100 nghệ sĩ âm nhạc bán tốt nhất với số lượng bán được ước tính là trên 100 triệu đĩa. Gloria sinh ra tại Cuba nhưng gia đình của cô đã chuyển đến Hoa Kỳ khi cô còn rất trẻ. Tuổi thơ của cô phải đối mặt với các vấn đề và cô khám phá ra âm nhạc là con đường để cô có thể thoát khỏi những khó khăn mặc dù đó mới chỉ là một suy nghĩ chớm nở. Khi là một học sinh trung học, bà hát và chơi guitar một cách sôi nổi. Sau đó, cô được mời hát một số bài hát cho một nhóm nhạc địa phương có tên Miami Latin Boys. Người đứng đầu của ban nhạc, Emilio Estefan, cảm thấy quá ấn tượng trước phần trình diễn của bà nên đã mời bà vào nhóm nhạc và thay đổi tên của nhóm là Miami Sound Machine. Cuối cùng, bà đã cưới trưởng nhóm nhạc làm chồng và biểu diễn cho nhóm nhạc trên trong vài năm trước khi bắt đầu sự nghiệp độc diễn. Album đầu tiên của bà trong vai trò độc diễn, Cuts Both Ways, đã trở thành một bestseller ngay lập tức và bà có một lượng lớn người hâm mộ. Có nhiều bản hit xuất hiện trong những năm sau đó và bà tự hào đạt được 7 giải thưởng Grammy.

## Tuổi thơ và cuộc sống đầu đời
Gloria Estefan là con gái của Jose Fajardo và Gloria Fajardo, sinh vào năm 1957. Cha của bà là một người lính người Cuba đã bị ép buộc rời khỏi gia đình đến Mỹ vì sự lo âu chính trị trong Cahs mạng Cuba. Bà lớn lên như là một tín đồ Công giáo và đã học tại Trường St. Michael-Archangel và sau đó dành danh hiệu "Quý bà của chúng tôi" của Học viện Lourdes trong Miami. Bà đã tốt nghiệp về lĩnh vực tâm lý học tại Đại học Miami. Bà có thể nói tiếng Anh, tiếng Tây Ban Nha và tiếng Pháp.

## Sự nghiệp
Gloria Fajardo gặp Emilio Estefan, người đứng đầu nhóm nhạc ‘Miami Latin Boys khi bà vẫn là một học sinh. Emilio đã mời Gloria vào nhóm nhạc của mình, sau đó mong muốn bà trở thành một thành viên của nhóm và đổi tên nhóm là ‘Miami Sound Machine. Nhóm nhạc này bắt đầu ghi âm và phát hành đĩa nhạc từ năm 1977. Album đầu tiên của nhóm là Live Again Renacer. Sau một vài album được yêu thích khác, nhóm nhạc này đã ký một hợp đồng với Discos CBS International. Album mang tên của chính họ, Miami Sound Machine được phát hành vào năm 1980. Từ đó, nhóm nhạc đã phát hành nhiều hơn album trong một thập niên khiến cho họ được ưa thích ở mức độ quốc tế. Gloria trở nên nổi tiếng với album của nhóm mang tên Let it Loose, album đã biến bà trở thành một trong những người đứng đầu. Album đã trở thành một bestseller không chỉ ở Hoa Kỳ mà còn ở Canada và Úc thúc đẩy tài năng của Gloria như là một ca sĩ dẫn đầu của nhóm.
Sau đó, bà bắt đầu sự nghiệp độc diễn với album đầu tay mang tên Cuts Both Ways vào năm 1989. Album đã trở thành một bestseller, đưa bà đến với sự nổi tiếng trong vài trò một ca sĩ độc diễn. Nhưng sau đó, bà trải qua một tai nạn kinh hoàng, đe dọa cắt ngắn sự nghiệp của bà. Nhưng, bà đã trở lại một cách mạnh mẽ để có thể làm lại từ đầu, gây ngạc nhiên cho các bác sĩ, và biểu diễn sớm sau đó. Album định nghĩa đầu tiên của bà là Into the Light được phát hành vào năm 1991. Album gồm các bài hát có chủ đề về những thử thách trong cuộc sống đã qua để đạt được một cuộc sống đáng mơ ước bây giờ.
Ngoài ra, album tiếng Tây Ban Nha của bà, Mi Tierra, được phát hành vào năm 1993. Bà đã kết hợp các yếu tố của âm nhạc Latin và âm nhạc Cuba trong album này, album trở thành một trong những album nhạc Latin được biết đến nhiều nhất trong năm đó. Trong năm 1994, bà đã phát hành album Hold Me, Thrill Me, Kiss Me, một album bao gồm các phần biểu diễn lại của những bài hát yêu thích nhất của bà từ các nghệ sĩ như Carole King, Blood, Sweat & Tears, Elton John, Neil Sedaka và các nghệ sĩ khác. Bà xuất bản album tiếng Tây Ban Nha thứ hai, Abriendo Puertas, vào năm 1995. Album này bao gồm các bài hát biến thể của các phong cách âm nhạc Mỹ Latin. Trong một nỗ lực để có thể tiếp tục sự nghiệp, bà đã xuất bản một album hấp dẫn, gloria!, vào năm 1998. Album này bao gồm các bài hát chứa các giai điệu khiêu vũ và nhắm vào giới khán giả trẻ. Album bằng tiếng Tây Ban Nha thứ ba của bà, Alma Caribena, được phát hành vào năm 2000, được đi theo bởi album tiếng Anh mang tên Unwrapped vào năm 2003. Những album gần đây nhất của bà là Miss Little Havana (2011) và The Standards (2013).

## Những điểm nhấn chính
- Cuts Both Ways là album độc diễn đầu tiên của Gloria. Single Don't Wanna Lose You đã trở thành bài hát hit lớn nhất của bà. Album đã giành được nhiều đĩa bạch kim tại Mỹ, Canada và Anh quốc.
- Album tiếng Tây Ban Nha đầu tiên của bà, Mi Tierra, được xem là album thành công nhất trong sự nghiệp của bà. Bà đã thắng nhiều giải thưởng cho album này, bao gồm Giải Grammy đầu tiên, dành cho Album Nhạc Latin Nhiệt đới Hay nhất.
- Album tiếng Tây Ban Nha thứ hai của bà, Abriendo Puertas, có 5 triệu bản sao chép trên toàn thế giới. Các bài hát có trong album này gồm có Abriendo Puertas, Tres Deseos và Mas Alla.
- Album gloria! của bà rất khác biệt so với các album trước đó. Các bài hát của album trở nên hấp dẫn hơn và nóng bỏng hơn, nhắm vào khán giả trẻ. Album này đã được đón nhận tốt và có đĩa bạch kim ở Tây Ban Nha và Argentina.

## Giải thưởng và thành tựu
- Bà đã dành 4 giải thưởng Grammy dành cho âm nhạc Latin kể từ khi bà có sự cống hiến nổi bật cho âm nhạc tiếng Tây Ban Nha. Bà cũng là chủ nhân của 3 giải Grammy khác, tổng cộng là 7 giải Grammy.
- Bà đã dành Giải thưởng Thành tựu Trọn đời Premio Lo Nuestro a la Excelencia vào năm 1992, giải thưởng là sự vinh danh cho những cống hiến của bà đối với âm nhạc Latin.

## Đời tư
Gloria kết hôn với Emilio Estefan vào năm 1978. Cả hai có hai đứa con. Gloria bây giờ đã trở thành bà khi con trai của bà đã có đứa con đầu tiên. Gia đình Estefan có tham gia kinh doanh bao gồm một chuỗi nhà hàng và khách sạn. 

## Thông tin khác
- Bà là ca sĩ nữ đầu tiên nhận Giải thưởng Nhân vật của Năm của The Latin Record Academy.
- Bà là ngôi sao nhạc pop đầu tiên biểu diễn cho Giáo hoàng Công giáo Roma vào năm 1995.
- Bà cũng xuất hiện trong 2 bộ phim và một vài chương trình truyền hình.